# Bernard Wientjes
Bernard Wientjes (Amsterdam, 19 mei 1943) is een Nederlands ondernemer en voormalig bestuurder. 
Wientjes volgde het St. Ignatiusgymnasium in Amsterdam, daarna studeerde hij Nederlands recht in dezelfde stad. Na zijn studie werkte hij enige tijd bij een bank, maar al snel vroeg zijn toen zieke vader hem om in het familiebedrijf Ucosan te komen werken. Ucosan was producent van kunststof sanitair. Kort daarna overleed zijn vader en nam Wientjes het bedrijf over. Hij richtte vervolgens Wientjes Beheer bv op in Roden. Onder Wientjes Beheer viel ook Ucosan en verschillende andere werkmaatschappijen. Wientjes was van 1967 tot 1999 directeur-eigenaar van Wientjes Beheer. In 1999 startte Wientjes de verkoop van onderdelen van zijn onderneming. Ucosan werd in 1999 gekocht door Villeroy & Boch, Wientjes ging mee met de overname en werd lid van de Raad van Bestuur van Villeroy & Boch.
Wientjes werd door de Volkskrant als meest invloedrijke Nederlander beschouwd.

## VNO-NCW & SER
Wientjes was van 2005 tot 2014 voorzitter van VNO-NCW. Daarvoor had hij al zitting in de Raad van Bestuur van deze werkgeversorganisatie. Als voorzitter van VNO-NCW is hij tevens vicevoorzitter van de Sociaal-Economische Raad (SER). In zijn functie heeft Wientjes zich onder andere hard gemaakt voor het afschaffen van - in zijn ogen - overbodige (administratieve) regelgeving.
Ook botste hij regelmatig met het Federatie Nederlandse Vakbeweging (FNV) over de versoepeling van het ontslagrecht. Wientjes is daar groot voorstander van.

## Pensioenleeftijdverhoging
In 2009 kreeg Wientjes het aan de stok met Agnes Jongerius van de FNV. In maart 2009 stelde het kabinet voor om de pensioenleeftijd te verhogen van 65 naar 67 jaar. De werkgevers en werknemers kregen een half jaar de tijd (tot 30 september 2009) om met een alternatief te komen. De vakbonden stelden een flexibele pensioenleeftijd voor: werknemers konden vanaf 65 jaar zelf kiezen of ze met pensioen zouden gaan. Voor werknemers die 40 jaar gewerkt hadden of een zwaar beroep hadden, bleef de mogelijkheid om met 65 met pensioen te gaan. Werknemers die langer wilden doorwerken, konden dat doen. Zij zouden dan een hogere AOW krijgen. De werkgevers hielden vast aan een pensioenleeftijd van 67 jaar, in te gaan vanaf 2025. Hiermee lagen de voorstellen van de bonden en de werkgevers mijlenver uit elkaar. Hoewel werkgevers en werknemers binnen de Sociaal Economische Raad (SER) in gesprek zouden gaan, is dat niet gelukt. Op 30 september 2009 zou er nog een overleg tussen vakbonden en werkgevers plaatsvinden bij de SER, de werkgevers kwamen echter niet opdagen. Wientjes zei daarover: "De bonden wilden niet bewegen. Zij houden eraan vast dat mensen die op 65-jarige leeftijd stoppen met werken een AOW-uitkering krijgen die op hetzelfde niveau ligt als nu." De werkgevers speelden met hun actie Piet Hein Donner, minister van Sociale Zaken, in de kaart. Donner was ook voorstander van het verhogen van de pensioenleeftijd. Na het mislukken van het overleg tussen werkgevers en werknemers moest het kabinet een beslissing nemen over de pensioenleeftijd.

## Beschuldigingen prijsafspraken
Na onderzoek door het Financieele Dagblad bij zijn aanstaande vertrek als voorzitter van VNO-NCW kwam een uitspraak van het Europees Hof van Justitie van 16 september 2013 naar boven. Volgens deze uitspraak heeft Wientjes een rol gespeeld in een kartel in de sanitairindustrie in zijn tijd als bestuurder bij Villeroy & Boch en Ucosan. Wientjes en zijn bedrijf Wientjes Beheer worden hier door zijn oud-werkgever van beschuldigd. Wientjes ontkent dat hij persoonlijk prijsafspraken heeft gemaakt. Ook ontkent hij dat Villeroy & Boch hem heeft ingelicht van de zaak bij het Europees Strafhof. In de periode die de uitspraak behandelt, was Wientjes eerst directeur van Ucosan en later bestuurder bij Villeroy & Boch (na de overname van alle aandelen Ucosan door het sanitairbedrijf). De overtredingen van Ucosan worden niet afzonderlijk bestraft omdat deze inmiddels verjaard zijn. Het Europees Hof van Justitie en de Europese Commissie menen wel dat er sprake was van prijsafspraken.